# Villanueva de Cauche
Villanueva de Cauche es una pedanía de la localidad malagueña de Antequera.
Está situada justo en el Puerto de las Pedrizas, sobre un alto en el que se pueden ver hermosísimos paisajes. Hasta hace pocos años, fue el último feudo español. En el entramado urbano, de casas blancas y calles estrechas, destaca su pequeña iglesia. Sus fiestas se celebran en mayo, coincidiendo con las cruces.

## Historia
En el siglo XVII se creó el Marquesado de Cauche en los terrenos que hoy acogen la pedanía antequerana de Villanueva de Cauche. En torno al castillo de las marquesas se fueron construyendo las casas de los empleados de la familia, y, de esta forma, se fue creando un peculiar pueblo. El castillo original desapareció en 1849 a causa de un incendio y su lugar lo ocupa hoy un palacio-cortijo.
Durante siglos, los vecinos han ocupado estas viviendas por las que pagaban una especie de diezmo consistente en un porcentaje de su producción. Cada trabajador tenía su casa pero, si por el número de miembros de su familia le venía mejor la vivienda de su vecino, que era más grande, se las cambiaban y quedaban en paz. El marquesado poco a poco fue perdiendo población debido a que los vecinos únicamente tenían un papel firmado por la marquesa que les permitían vivir en esas casas, lo que les impedía escriturarlas o reformarlas. A medida que pasaban los tiempos fueron muchos los vecinos que emigraron a otros pueblos cercanos. Los más jóvenes se vieron obligados a acudir a colegios e institutos de otros pueblos cercanos ya que el centro que había en el marquesado cerró sus puertas por falta de alumnado.

## Geografía humana

### Demografía
| Gráfica de evolución demográfica de Villanueva de Cauche entre 1842 y 1860 |
| |
| Población de derecho según los censos de población del INE Población de hecho según los censos de población del INEEntre el censo de 1877 y el anterior, este municipio desaparece porque se integra en el municipio 29015 (Antequera) |

## Galería

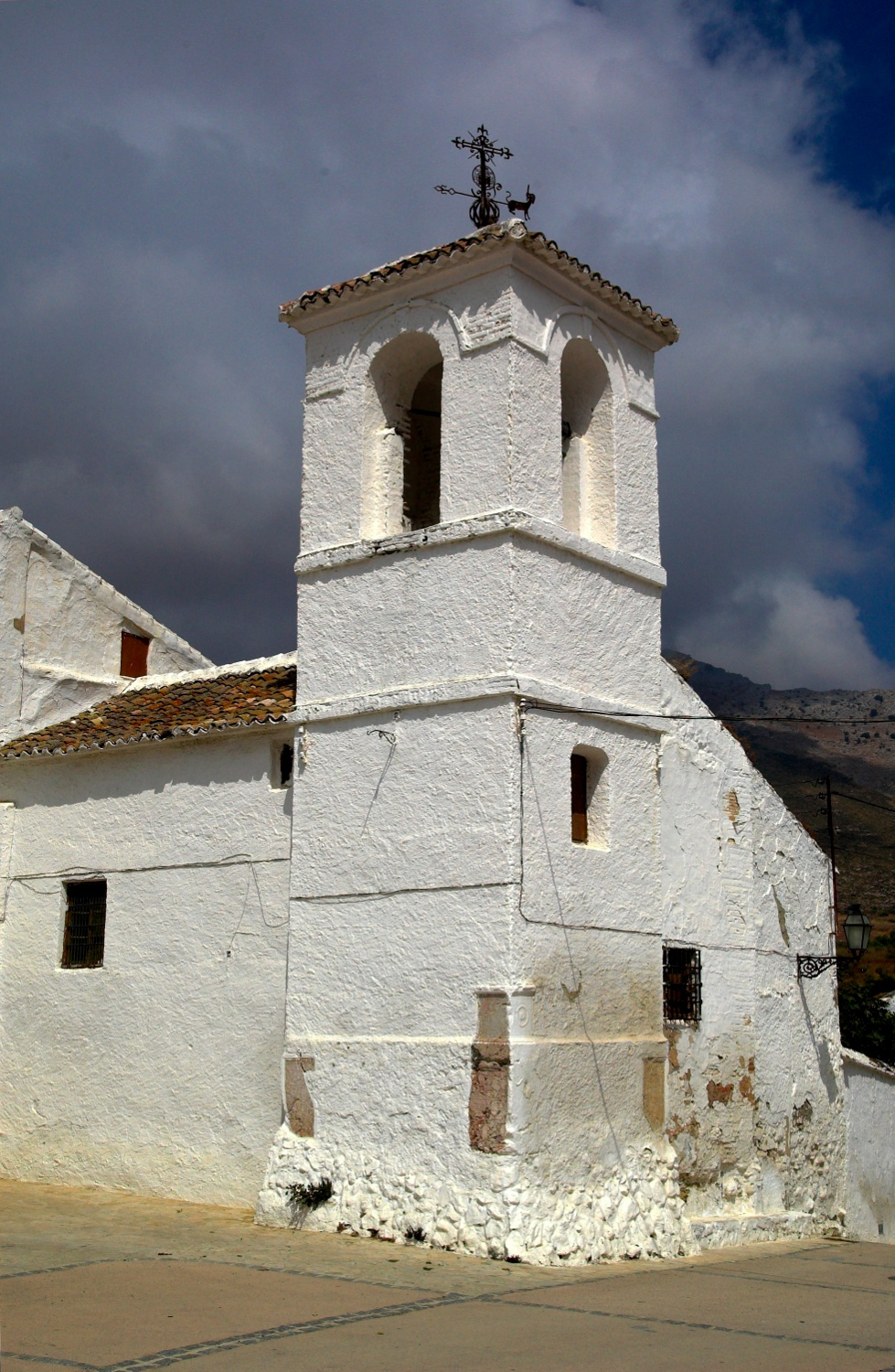
Detalle de la torre
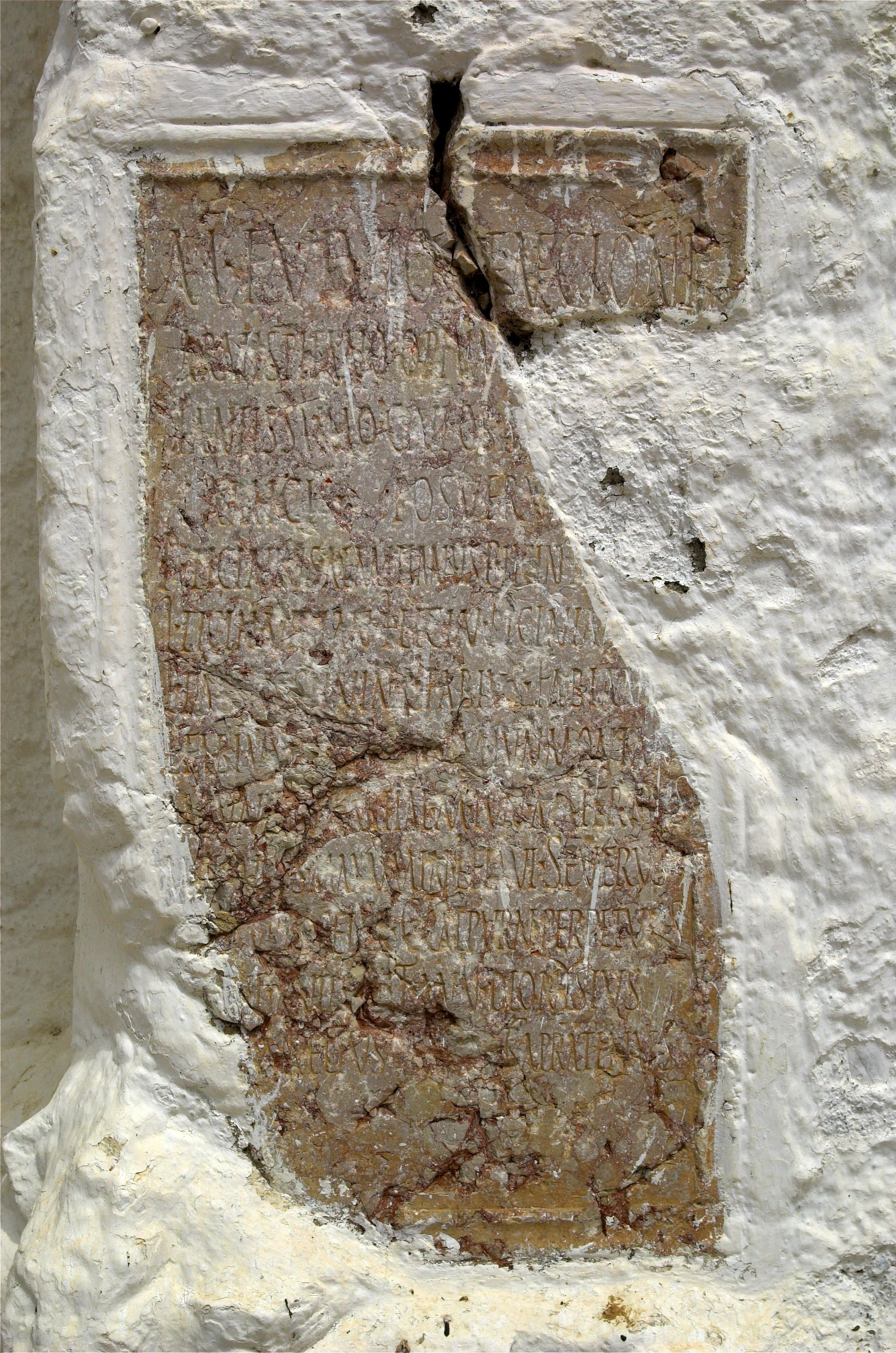
Detalle de las losas de la torre de la iglesia
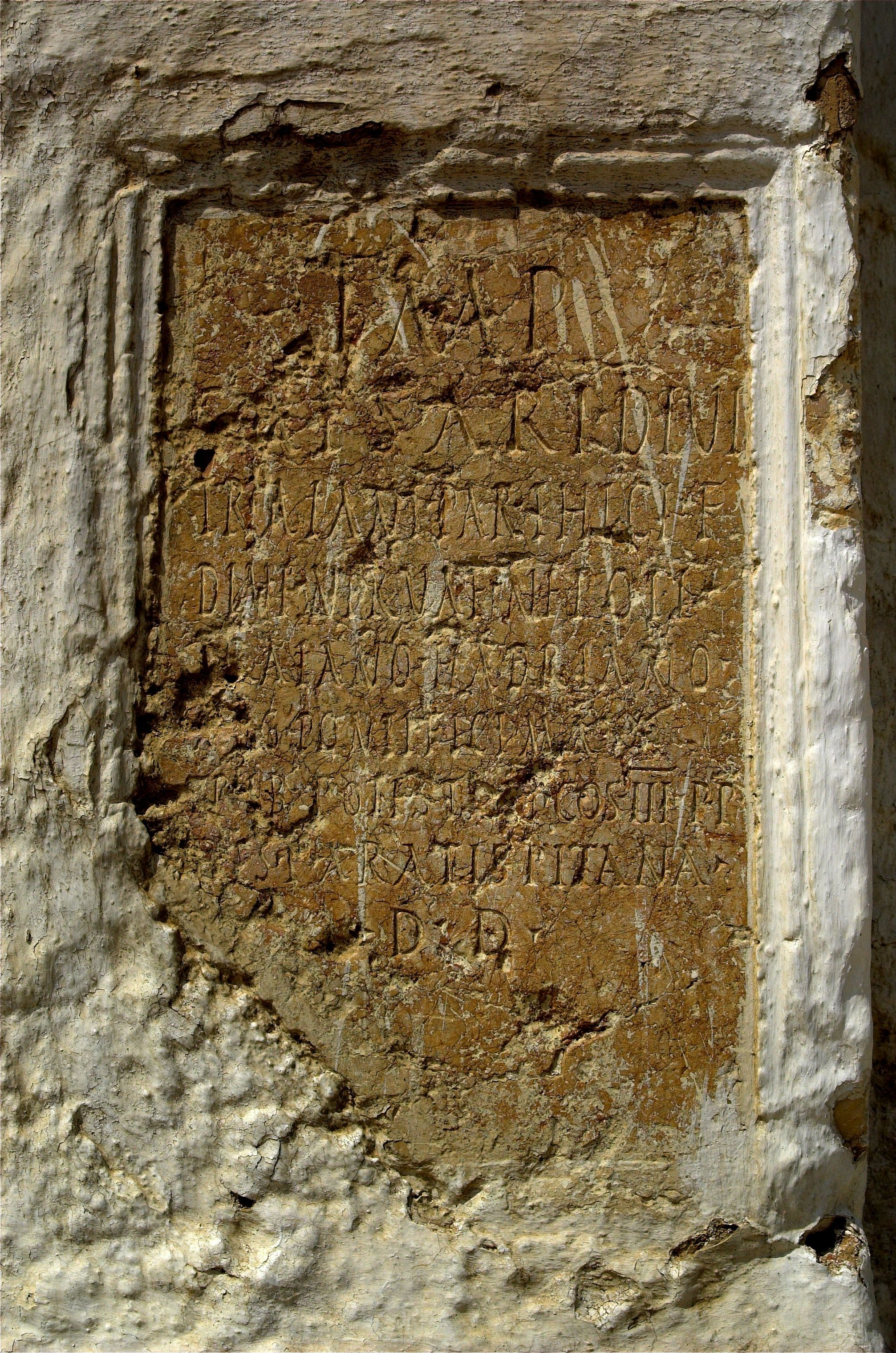
Detalle de las losas de la torre de la iglesia
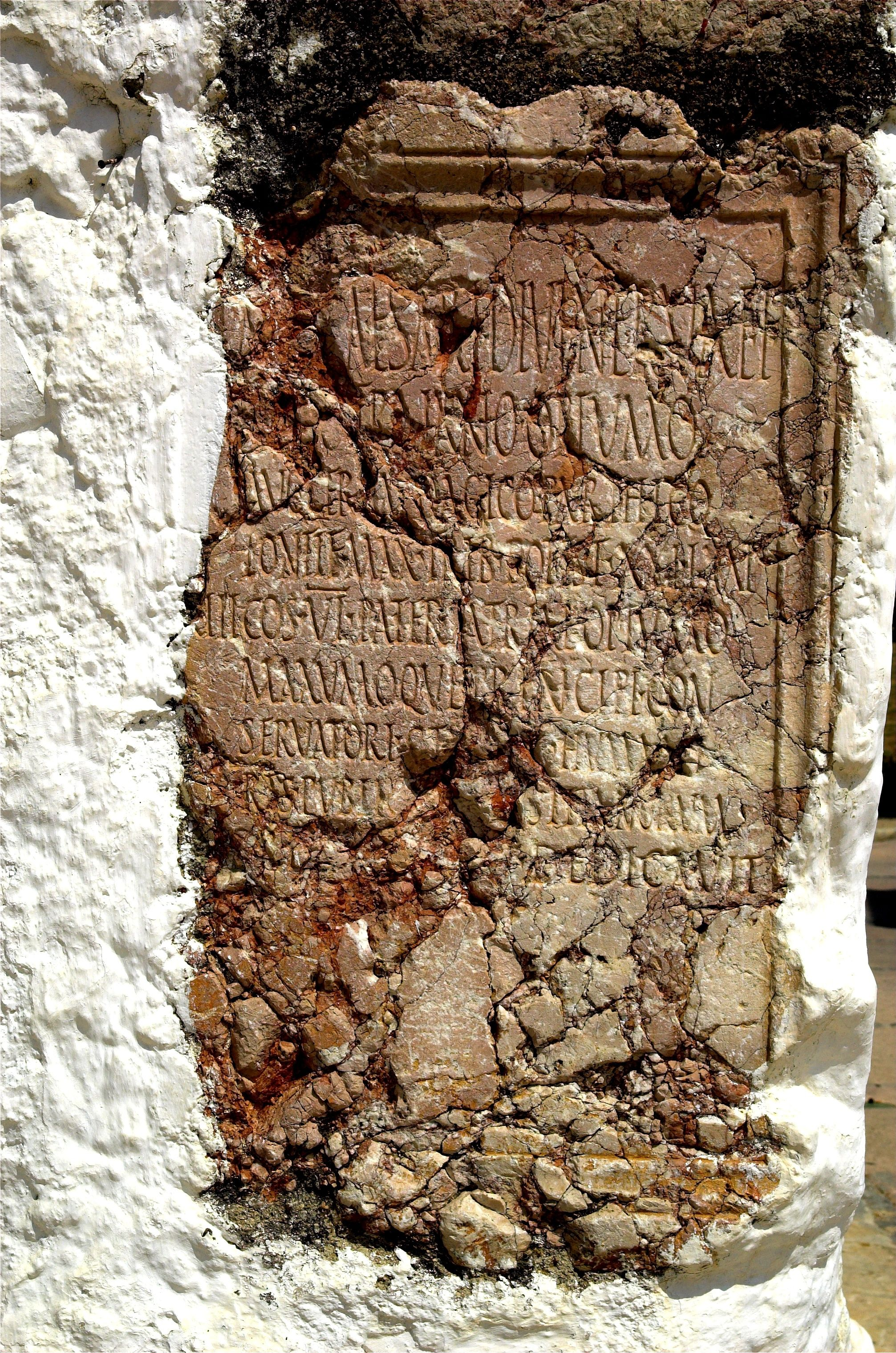
Detalle de las losas de la torre de la iglesia